# 丁如臯
丁如皋（16世紀—17世紀），字廷欽，浙江處州府縉雲縣人，明朝政治人物。

## 生平
丁如皋個性孝友端正、家貧力學，是萬曆十六年（1588年）戊子科浙江鄉試舉人，授德興知縣，到任後說：「人民為國本，士子為席珍，知縣不愛民，即造士不盡職。」在當地捐俸修學、課士衡文、周濟貧生、協助婚葬、設置學田、修建倉庫、謝絕苞苴，陞任淮安通判，以興利除害己任，淮安人民有歌謡：「片紙不到堂，一錢不人囊。」著有《禮記家說》、《訓子錄》流傳，死後入祀鄉賢祠。

## 引用
1. 1 2  光緒《縉雲縣志·卷八·人物》：丁如皋，字廷欽，孝友端嚴，家貧力學，由鄉書宰德興，捐俸修學、課士衡文，卹貧生、助婚葬、置學田、修倉廩、禁圖累、謝苞苴、救荒揜骼，陞淮安府通判，以興利除害為務，淮民謡曰：「片紙不到堂，一錢不人囊。」生平操履始終無間，著有《禮記家說》、《訓子錄》，崇祀鄉賢。
2. ↑  光緒《縉雲縣志》·卷七·選舉：舉人 明……萬厯十六年戊子科 丁如皋 祀鄉賢，有傳
3. ↑  同治《德興縣志·卷六·職官志》：丁如皋，縉雲人，甫下車即曰：「民為邦本，士為席珍，司牧者而不愛民，造士大負厥職。」凡便於民者悉舉行，不便於民者盡裁革謁。